# المعلمة (فلم 2004)
المعلمة فيلم مغربي من إنتاج القناة الثانية سنة 2004 وإخراج حسن المفتي، وبطولة كل من هند السعديدي، عبد القادر مطاع، فاطمة وشاي وغيرهم.

## القصة
يتطرق الفيلم لقضية اجتماعية مهمة يعاني منها المعلمون بالمغرب وخصوصا الذين يتم تعيينهم للعمل بقرى بعيدة تحت ظروف قاهرة وغير مساعدة، على العمل وذلك عن طريق قصة المعلمة الشاب «آمال» (هند السعديدي) التي تم تعييتها للتو بإحدى القرى النائية بالمملكة، لتعاني من العديد من الظروف التي توالت عليها من كل ناحية وجعلت حلمها الوحيد يتمثل في العودة للمدينة بعيدا عن مشقة القرية ومضايقات «الحاج الوردي» (عبد القادر مطاع)، الفلاح الغني ذو النفوذ القوي بالقرية والذي يسعى بكل الوسائل لجعل آمال تقبل الزواج منه رغم فارق السن الكبير بينهما، هذه الفكرة التي رفضتها آمال جملة وتفصيلا، دون أن يضع الحاج الوردي حدا لألاعيبه الذي استغل فيها نفوذه وضغط على المجموعة المدرسية. لكن آمال استطاعت بعد صبر طويل أن تتوصل لحل مع «جعفر»، صديق العائلة بزواج أبيض استغلته لتحصل على الانتقال والعودة لمدينتها الدار البيضاء بعد طول مشقة ومعاناة، لكن هذه المشاكل تظهر من جديد بعد انتهاء إجراءات الانتقال ومحاولة جعفر ابتزازها للحصول على مقابل جراء مساعدته في هذه العملية.